# FIFA トータルフットボール
FIFA トータルフットボール（英: FIFA TOTALFOOTBALL）は、EAスポーツが開発し、エレクトロニック・アーツ（EA）から2004年3月18日に発売されたサッカーゲームである。

## 概要
操作選手以外の選手に指示を出して動かせるオフ・ザ・ボール コントロール、チームを運営するフランチャイズモード、1対1のオンライン対戦などが新しく追加された。オフ・ザ・ボール コントロールの機能の開発にあたり、パッケージの表紙を飾っているロナウジーニョ、デル・ピエロ、ティエリ・アンリが協力している。世界17か国のリーグ、400以上のチームを収録し、10,000人以上の選手が登場する。さらに38か国のナショナルチームが収録されている。
サッカー日本代表として登録された32人の選手は、2003年3月28日のウルグアイ戦、4月16日、5月31日の韓国戦、6月8日のアルゼンチン戦、6月11日のパラグアイ戦、6月18日のニュージーランド戦、6月20日のフランス戦、6月22日のコロンビア戦に登録された選手である。解説は風間八宏、実況は北川義隆が担当している。

## 収録リーグ
- イングランド
  - プレミアリーグ
  - EFLチャンピオンシップ
  - EFLリーグ1
  - EFLリーグ2
- フランス
  - リーグ・アン
  - リーグ・ドゥ
- ドイツ
  - ブンデスリーガ
  - ツヴァイテリーガ
  - 3.リーガ
- イタリア
  - セリエA
- スペイン
  - ラ・リーガ サンタンデール
  - ラ・リーガ スマートバンク
- オーストリア
  - オーストリア・ブンデスリーガ
- ベルギー
  - ジュピラー・プロ・リーグ
- デンマーク
  - 3F スーペルリーガ
- ノルウェー
  - エリテセリエン
- ポーランド
  - PKO エクストラクラサ
- ポルトガル
  - Liga NOS
- アイルランド
  - SSE エアトリシティ リーグ
- ルーマニア
  - リーガ1
- スコットランド
  - スコティッシュ・プレミアシップ
- スウェーデン
  - アルスヴェンスカン
- スイス
  - ライファイゼン・スーパーリーグ
- トルコ
  - スュペル・リグ
- 韓国
  - Kリーグ1